# Draft NFL 1971
Il Draft NFL 1971 si è tenuto dal 28 al 29 gennaio 1971. I Boston Patriots furono ridenominati New England Patriots nel marzo 1971, due mesi dopo il draft.

## Giri

### Primo giro
|  | = Pro Bowler |  | = Hall of Famer |

| Scelta # | Squadra                                    | Giocatore            | Ruolo            | College           |
| -------- | ------------------------------------------ | -------------------- | ---------------- | ----------------- |
| 1        | Boston Patriots                            | Jim Plunkett         | Quarterback      | Stanford          |
| 2        | New Orleans Saints                         | Archie Manning       | Quarterback      | Mississippi       |
| 3        | Houston Oilers                             | Dan Pastorini        | Quarterback      | Santa Clara       |
| 4        | Buffalo Bills                              | J.D. Hill            | Wide receiver    | Arizona State     |
| 5        | Philadelphia Eagles                        | Richard Harris       | Defensive end    | Grambling         |
| 6        | New York Jets                              | John Riggins         | Running back     | Kansas            |
| 7        | Atlanta Falcons                            | Joe Profit           | Running Back     | NE Louisiana      |
| 8        | Pittsburgh Steelers                        | Frank Lewis          | Wide Receiver    | Grambling         |
| 9        | Green Bay Packers (Dai Denver Broncos)     | John Brockington     | Running Back     | Ohio State        |
| 10       | Los Angeles Rams (Dai Washington Redskins) | Isiah Robertson      | Linebacker       | Southern          |
| 11       | Chicago Bears                              | Joe Moore            | Running Back     | Missouri          |
| 12       | Denver Broncos (Dai Green Bay Packers)     | Marv Montgomery      | Offensive tackle | USC               |
| 13       | San Diego Chargers                         | Leon Burns           | Running Back     | Long Beach State  |
| 14       | Cleveland Browns                           | Clarence Scott       | Defensive back   | Kansas State      |
| 15       | Cincinnati Bengals                         | Vernon Holland       | Offensive Tackle | Tennessee State   |
| 16       | Kansas City Chiefs                         | Elmo Wright          | Wide Receiver    | Houston           |
| 17       | St. Louis Cardinals                        | Norm Thompson        | Defensive Back   | Utah              |
| 18       | New York Giants                            | Rocky Thompson       | Wide Receiver    | West Texas A&M    |
| 19       | Oakland Raiders                            | Jack Tatum           | Defensive Back   | Ohio State        |
| 20       | Los Angeles Rams                           | Jack Youngblood      | Defensive End    | Florida           |
| 21       | Detroit Lions                              | Bob Bell             | Defensive tackle | Cincinnati        |
| 22       | Baltimore Colts (From Miami Dolphins)      | Don McCauley         | Running Back     | North Carolina    |
| 23       | San Francisco 49ers                        | William Tim Anderson | Defensive Back   | Ohio State        |
| 24       | Minnesota Vikings                          | Leo Hayden           | Running Back     | Ohio State        |
| 25       | Dallas Cowboys                             | Tody Smith           | Defensive End    | USC               |
| 26       | Baltimore Colts                            | Leonard Dunlap       | Defensive Back   | North Texas State |

### Secondo giro
| Pick # | NFL Team            | Player          | Position         | College           |
| ------ | ------------------- | --------------- | ---------------- | ----------------- |
| 27     | Boston Patriots     | Julius Adams    | Defensive tackle | Texas Southern    |
| 28     | Chicago Bears       | Jim Harrison    | Running back     | Missouri          |
| 29     | Buffalo Bills       | Jan White       | Tight end        | Ohio State        |
| 30     | Detroit Lions       | Dave Thompson   | Center           | Clemson           |
| 31     | New Orleans Saints  | Samuel Holden   | Guard            | Grambling         |
| 32     | New York Jets       | John Mooring    | Tackle           | Tampa             |
| 33     | Atlanta Falcons     | Ken Burrow      | Wide receiver    | San Diego State   |
| 34     | Pittsburgh Steelers | Jack Ham        | Linebacker       | Penn State        |
| 35     | Denver Broncos      | Dwight Harrison | Wide receiver    | Texas A&I         |
| 36     | Chicago Bears       | Charlie Ford    | Defensive back   | Houston           |
| 37     | San Francisco 49ers | Ernie Janet     | Guard            | Washington        |
| 38     | Washington Redskins | Cotton Speyrer  | Wide receiver    | Texas             |
| 39     | Kansas City Chiefs  | Wilbur Young    | Defensive tackle | Wm. Penn (Iowa)   |
| 40     | Cleveland Browns    | Bo Cornell      | Running back     | Washington        |
| 41     | Cincinnati Bengals  | Stephen Lawson  | Guard            | Kansas            |
| 42     | Kansas City Chiefs  | Scott Lewis     | Defensive end    | Grambling         |
| 43     | St. Louis Cardinals | Dan Dierdorf    | Tackle           | Michigan          |
| 44     | New York Giants     | Wayne Walton    | Tackle           | Abilene Christian |
| 45     | Oakland Raiders     | Phil Villapiano | Linebacker       | Bowling Green     |
| 46     | Green Bay Packers   | Virgil Robinson | Running back     | Grambling         |
| 47     | Miami Dolphins      | Otto Stowe      | Wide receiver    | Iowa State        |
| 48     | Detroit Lions       | Charlie Weaver  | Linebacker       | USC               |
| 49     | San Francisco 49ers | Joe Orduna      | Running back     | Nebraska          |
| 50     | Philadelphia Eagles | Hank Allison    | Guard            | San Diego State   |
| 51     | Dallas Cowboys      | Ike Thomas      | Defensive back   | Bishop            |
| 52     | Baltimore Colts     | Bill Atessis    | Defensive end    | Texas             |

### Terzo giro
| Pick # | NFL Team            | Player             | Position         | College                |
| ------ | ------------------- | ------------------ | ---------------- | ---------------------- |
| 53     | Buffalo Bills       | Bruce Jarvis       | Center           | Washington             |
| 54     | New Orleans Saints  | Bivian Lee         | Defensive back   | Prairie View A&M       |
| 55     | San Francisco 49ers | Sam Dickerson      | Wide receiver    | USC                    |
| 56     | Houston Oilers      | Lynn Dickey        | Quarterback      | Kansas State           |
| 57     | Buffalo Bills       | Jim Braxton        | Running back     | West Virginia          |
| 58     | New York Jets       | Chris Farasopoulos | Defensive back   | Brigham Young          |
| 59     | Atlanta Falcons     | Leo Hart           | Quarterback      | Duke                   |
| 60     | Pittsburgh Steelers | Steve Davis        | Running back     | Delaware State         |
| 61     | St. Louis Cardinals | James Livesay      | Wide receiver    | Richmond               |
| 62     | Green Bay Packers   | Charles Hall       | Defensive back   | Pittsburgh             |
| 63     | Los Angeles Rams    | Dave Elmendorf     | Defensive back   | Texas A&M              |
| 64     | Chicago Bears       | Tony McGee         | Defensive end    | Bishop                 |
| 65     | San Diego Chargers  | Mike Montgomery    | Running back     | Kansas State           |
| 66     | Cleveland Browns    | Paul Staroba       | Wide receiver    | Michigan               |
| 67     | Cincinnati Bengals  | Ken Anderson       | Quarterback      | Augustana (IL)         |
| 68     | Cleveland Browns    | Charlie Hall       | Linebacker       | Houston                |
| 69     | Dallas Cowboys      | Sam Scarber        | Running back     | New Mexico             |
| 70     | New York Giants     | Ronnie Hornsby     | Linebacker       | Southeastern Louisiana |
| 71     | Chicago Bears       | Bob Newton         | Tackle           | Nebraska               |
| 72     | Detroit Lions       | Al Clark           | Defensive back   | Eastern Michigan       |
| 73     | Oakland Raiders     | Warren Koegel      | Center           | Penn State             |
| 74     | Miami Dolphins      | Dale Farley        | Linebacker       | West Virginia          |
| 75     | San Francisco 49ers | Willie Parker      | Center           | North Texas State      |
| 76     | Minnesota Vikings   | Eddie Hackett      | Wide receiver    | Alcorn A&M             |
| 77     | Dallas Cowboys      | Bill Gregory       | Defensive tackle | Wisconsin              |
| 78     | Baltimore Colts     | Karl Douglas       | Quarterback      | Texas A&I              |

### Quarto giro
| Pick # | NFL Team            | Player            | Position         | College            |
| ------ | ------------------- | ----------------- | ---------------- | ------------------ |
| 79     | Denver Broncos      | Lyle Alzado       | Defensive end    | Yankton            |
| 80     | Dallas Cowboys      | Joe Carter        | Tight end        | Grambling          |
| 81     | Houston Oilers      | Larron Jackson    | Tackle           | Missouri           |
| 82     | New Orleans Saints  | Carlos Bell       | Running back     | Houston            |
| 83     | Philadelphia Eagles | Happy Feller      | Kicker           | Texas              |
| 84     | New York Jets       | Bill Zapalac      | Linebacker       | Texas              |
| 85     | Atlanta Falcons     | Mike Potchad      | Tackle           | Pittsburg (KS)     |
| 86     | Pittsburgh Steelers | Gerry Mullins     | Tight end        | USC                |
| 87     | Denver Broncos      | Cleo Johnson      | Defensive back   | Alcorn A&M         |
| 88     | New Orleans Saints  | Wimpy Winther     | Center           | Mississippi        |
| 89     | Chicago Bears       | Jerry Moore       | Defensive back   | Arkansas           |
| 90     | Los Angeles Rams    | Steve Worster     | Running back     | Texas              |
| 91     | New Orleans Saints  | D'Artagnan Martin | Defensive back   | Kentucky State     |
| 92     | Cleveland Browns    | Robert Pena       | Guard            | Massachusetts      |
| 93     | Cincinnati Bengals  | Fred Willis       | Running back     | Boston College     |
| 94     | Kansas City Chiefs  | David Robinson    | Tight end        | Jacksonville State |
| 95     | St. Louis Cardinals | Larry Willingham  | Defensive back   | Auburn             |
| 96     | New York Giants     | Dave Tipton       | Defensive tackle | Stanford           |
| 97     | Oakland Raiders     | Clarence Davis    | Running back     | USC                |
| 98     | New Orleans Saints  | Don Morrison      | Tackle           | Texas-Arlington    |
| 99     | Miami Dolphins      | Joe Theismann     | Quarterback      | Notre Dame         |
| 100    | Detroit Lions       | Larry Woods       | Defensive tackle | Tennessee State    |
| 101    | San Francisco 49ers | Tony Harris       | Running back     | Toledo             |
| 102    | Minnesota Vikings   | Vince Clements    | Running back     | Connecticut        |
| 103    | Dallas Cowboys      | Adam Mitchell     | Tackle           | Mississippi        |
| 104    | Pittsburgh Steelers | Dwight White      | Defensive end    | East Texas State   |

### Quinto giro
| Pick # | NFL Team            | Player           | Position       | College            |
| ------ | ------------------- | ---------------- | -------------- | ------------------ |
| 105    | Boston Patriots     | Tim Kelly        | Linebacker     | Notre Dame         |
| 106    | Pittsburgh Steelers | Larry Brown      | Tight end      | Kansas             |
| 107    | Buffalo Bills       | Donnie Green     | Tackle         | Purdue             |
| 108    | Philadelphia Eagles | Tom Shellabarger | Tackle         | San Diego State    |
| 109    | Houston Oilers      | Willie Armstrong | Running back   | Grambling          |
| 110    | Cincinnati Bengals  | Arthur May       | Defensive end  | Tuskegee           |
| 111    | Atlanta Falcons     | Ray Jarvis       | Wide receiver  | Norfolk State      |
| 112    | Pittsburgh Steelers | Melvin Holmes    | Tackle         | North Carolina A&T |
| 113    | Buffalo Bills       | Tim Beamer       | Defensive back | Johnson C. Smith   |
| 114    | San Francisco 49ers | Dean Shaternick  | Tackle         | Kansas State       |
| 115    | San Diego Chargers  | Bryant Salter    | Quarterback    | Pittsburgh         |
| 116    | Green Bay Packers   | Donnell Smith    | Defensive end  | Southern           |
| 117    | San Diego Chargers  | Ray White        | Linebacker     | Syracuse           |
| 118    | Cleveland Browns    | Stan Brown       | Wide receiver  | Purdue             |
| 119    | San Diego Chargers  | Phil Asack       | Defensive end  | Duke               |
| 120    | Kansas City Chiefs  | Mike Adamle      | Running back   | Northwestern       |
| 121    | St. Louis Cardinals | Rocky Wallace    | Linebacker     | Missouri           |
| 122    | San Francisco 49ers | George Wells     | Linebacker     | New Mexico State   |
| 123    | Oakland Raiders     | Bob Moore        | Tight end      | Stanford           |
| 124    | Green Bay Packers   | Jim Stillwagon   | Linebacker     | Ohio State         |
| 125    | Detroit Lions       | Pete Newell      | Guard          | Michigan           |
| 126    | Pittsburgh Steelers | Ralph Anderson   | Defensive back | W. Texas State     |
| 127    | San Francisco 49ers | Marty Huff       | Linebacker     | Michigan           |
| 128    | Pittsburgh Steelers | Fred Brister     | Linebacker     | Mississippi        |
| 129    | Dallas Cowboys      | Ron Kadziel      | Linebacker     | Stanford           |
| 130    | Baltimore Colts     | John Andrews     | Tight end      | Indiana            |

### Sesto giro
| Pick # | NFL Team            | Player           | Position         | College             |
| ------ | ------------------- | ---------------- | ---------------- | ------------------- |
| 131    | Boston Patriots     | David Hardt      | Tight end        | Kentucky            |
| 132    | New Orleans Saints  | Don Moorhead     | Running back     | Michigan            |
| 133    | Philadelphia Eagles | Jack Smith       | Defensive back   | Troy State          |
| 134    | Houston Oilers      | Willie Alexander | Defensive back   | Alcorn A&M          |
| 135    | Chicago Bears       | Earl Thomas      | Tight end        | Houston             |
| 136    | New York Jets       | Phil Wise        | Tight end        | Nebraska-Omaha      |
| 137    | Atlanta Falcons     | Tom Hayes        | Defensive back   | San Diego State     |
| 138    | Pittsburgh Steelers | Craig Hanneman   | Tackle           | Oregon State        |
| 139    | Denver Broncos      | Harold Phillips  | Defensive back   | Michigan State      |
| 140    | Green Bay Packers   | Scott Hunter     | Quarterback      | Alabama             |
| 141    | Washington Redskins | Conway Hayman    | Guard            | Delaware            |
| 142    | Cleveland Browns    | Doug Dieken      | Tackle           | Illinois            |
| 143    | San Diego Chargers  | Jacob Mayes      | Running back     | Tennessee State     |
| 144    | Cleveland Browns    | Jay Dixon        | Defensive end    | Boston University   |
| 145    | Buffalo Bills       | Bill McKinley    | Defensive end    | Arizona             |
| 146    | Kansas City Chiefs  | Kerry Reardon    | Defensive back   | Iowa                |
| 147    | St. Louis Cardinals | Mel Gray         | Wide receiver    | Missouri            |
| 148    | Atlanta Falcons     | Ray Brown        | Defensive back   | West Texas State    |
| 149    | Oakland Raiders     | Greg Slough      | Linebacker       | USC                 |
| 150    | Detroit Lions       | Frank Harris     | Quarterback      | Boston College      |
| 151    | Miami Dolphins      | Dennis Coleman   | Linebacker       | Mississippi         |
| 152    | Detroit Lions       | Herman Franklin  | Wide receiver    | USC                 |
| 153    | San Francisco 49ers | Al Bresler       | Wide receiver    | Auburn              |
| 154    | Philadelphia Eagles | Wyck Neely       | Defensive back   | Mississippi         |
| 155    | Dallas Cowboys      | Steve Maier      | Wide receiver    | Northern Arizona    |
| 156    | Baltimore Colts     | Ken Frith        | Defensive tackle | Northeast Louisiana |

### Settimo giro
| Pick # | NFL Team            | Player            | Position         | College         |
| ------ | ------------------- | ----------------- | ---------------- | --------------- |
| 157    | Oakland Raiders     | Don Martin        | Defensive back   | Yale            |
| 158    | New Orleans Saints  | Larry DiNardo     | Guard            | Notre Dame      |
| 159    | Houston Oilers      | Phil Croyle       | Linebacker       | California      |
| 160    | Buffalo Bills       | Bob Chandler      | Wide receiver    | USC             |
| 161    | Philadelphia Eagles | Harold Carmichael | Wide receiver    | Southern        |
| 162    | New York Jets       | Scott Palmer      | Defensive tackle | Texas           |
| 163    | Atlanta Falcons     | Wesley Chesson    | Wide receiver    | Duke            |
| 164    | Pittsburgh Steelers | Worthy McClure    | Tackle           | Mississippi     |
| 165    | Denver Broncos      | Doug Adams        | Linebacker       | Ohio State      |
| 166    | Washington Redskins | Willie Germany    | Defensive back   | Morgan State    |
| 167    | Chicago Bears       | Buddy Lee         | Quarterback      | Louisiana State |
| 168    | Green Bay Packers   | Dave Davis        | Wide receiver    | Tennessee State |
| 169    | San Diego Chargers  | Chuck Dicus       | Wide receiver    | Arkansas        |
| 170    | Cleveland Browns    | Bob Jacobs        | Kicker           | Wyoming         |
| 171    | Cincinnati Bengals  | Neal Craig        | Defensive back   | Fisk            |
| 172    | New Orleans Saints  | Bob Newland       | Wide receiver    | Oregon          |
| 173    | St. Louis Cardinals | James Cooch       | Defensive back   | Colorado        |
| 174    | Houston Oilers      | Larry Watson      | Tackle           | Morgan State    |
| 175    | Green Bay Packers   | James Johnson     | Wide receiver    | Bishop          |
| 176    | Chicago Bears       | Dennis Ferris     | Running back     | Pittsburgh      |
| 177    | Detroit Lions       | Brownie Wheless   | Tackle           | Rice            |
| 178    | Miami Dolphins      | Ron Dickerson     | Defensive back   | Kansas State    |
| 179    | San Francisco 49ers | John Watson       | Tackle           | Oklahoma        |
| 180    | Minnesota Vikings   | Gene Mack         | Linebacker       | Texas-El Paso   |
| 181    | Dallas Cowboys      | Bill Griffin      | Tackle           | Catawba         |
| 182    | Baltimore Colts     | Gordon Bowdell    | Wide receiver    | Michigan State  |

### Ottavo giro
| Pick # | NFL Team            | Player            | Position         | College              |
| ------ | ------------------- | ----------------- | ---------------- | -------------------- |
| 183    | Buffalo Bills       | Louis Ross        | Defensive end    | South Carolina State |
| 184    | Pittsburgh Steelers | Larry Crowe       | Running back     | Texas Southern       |
| 185    | Buffalo Bills       | Tyrone Walls      | Running back     | Missouri             |
| 186    | Philadelphia Eagles | Leonard Gotschalk | Center           | Humboldt State       |
| 187    | Denver Broncos      | Tom Beard         | Center           | Michigan State       |
| 188    | New York Jets       | Roy Kirksey       | Guard            | Maryland State       |
| 189    | Atlanta Falcons     | Dennis Havig      | Guard            | Colorado             |
| 190    | Pittsburgh Steelers | Paul Rogers       | Kicker           | Nebraska             |
| 191    | Kansas City Chiefs  | Mike Sensibaugh   | Defensive back   | Ohio State           |
| 192    | Chicago Bears       | Karl Weiss        | Tackle           | Vanderbilt           |
| 193    | Green Bay Packers   | Win Headley       | Center           | Wake Forest          |
| 194    | New Orleans Saints  | James Elder       | Defensive back   | Southern             |
| 195    | San Diego Chargers  | Leon Van Gorkum   | Defensive end    | San Diego State      |
| 196    | Cleveland Browns    | Larry Zelina      | Running back     | Ohio State           |
| 197    | Cincinnati Bengals  | Fred Herring      | Defensive back   | Tennessee State      |
| 198    | Kansas City Chiefs  | Rick Telander     | Defensive back   | Northwestern         |
| 199    | St. Louis Cardinals | Ron Yankowski     | Defensive end    | Kansas State         |
| 200    | New York Giants     | Ted Gregory       | Defensive end    | Delaware             |
| 201    | New Orleans Saints  | Bob Gresham       | Running back     | West Virginia        |
| 202    | Los Angeles Rams    | Tony Garay        | Defensive end    | Hofstra              |
| 203    | Pittsburgh Steelers | Ernie Holmes      | Defensive tackle | Texas Southern       |
| 204    | Detroit Lions       | Ken Lee           | Linebacker       | Washington           |
| 205    | San Francisco 49ers | Jim McCann        | Kicker           | Arizona State        |
| 206    | Dallas Cowboys      | Ron Jessie        | Wide receiver    | Kansas               |
| 207    | Baltimore Colts     | Willie Bogan      | Defensive back   | Dartmouth            |
| 208    | Minnesota Vikings   | John Farley       | Defensive end    | Johnson C. Smith     |

### Nono giro
| Pick # | NFL Team            | Player          | Position       | College            |
| ------ | ------------------- | --------------- | -------------- | ------------------ |
| 209    | Boston Patriots     | Josh Ashton     | Running back   | Tulsa              |
| 210    | New Orleans Saints  | Tom Williams    | Defensive back | Willamette         |
| 211    | Philadelphia Eagles | Len Pettigrew   | Linebacker     | Ashland            |
| 212    | Houston Oilers      | Floyd Rice      | Linebacker     | Alcorn A&M         |
| 213    | Buffalo Bills       | Bob Strickland  | Linebacker     | Auburn             |
| 214    | New York Jets       | John Curtis     | Tight end      | Springfield        |
| 215    | Atlanta Falcons     | Alvin Griffin   | Wide receiver  | Tuskegee           |
| 216    | Pittsburgh Steelers | Mike Anderson   | Linebacker     | Louisiana State    |
| 217    | Denver Broncos      | John Handy      | Linebacker     | Purdue             |
| 218    | Green Bay Packers   | Barry Mayer     | Running back   | Minnesota          |
| 219    | Washington Redskins | Mike Fanucci    | Defensive end  | Arizona State      |
| 220    | Chicago Bears       | Lester McClain  | Wide receiver  | Tennessee          |
| 221    | San Diego Chargers  | John Tanner     | Tight end      | Tennessee Tech     |
| 222    | Cleveland Browns    | Wilmur Levels   | Defensive back | North Texas State  |
| 223    | Cincinnati Bengals  | Gary Gustafson  | Linebacker     | Montana State      |
| 224    | Kansas City Chiefs  | Alvin Hawes     | Tackle         | Minnesota          |
| 225    | St. Louis Cardinals | Mike Savoy      | Wide receiver  | Black Hills (S.D.) |
| 226    | New York Giants     | Ed Thomas       | Linebacker     | Lebanon Valley     |
| 227    | Oakland Raiders     | Dave Garnett    | Running back   | Pittsburgh         |
| 228    | Los Angeles Rams    | Joe Schmidt     | Wide receiver  | Miami (FL)         |
| 229    | Detroit Lions       | Mickey Zofko    | Running back   | Auburn             |
| 230    | Miami Dolphins      | Vern Den Herder | Defensive end  | Central Iowa       |
| 231    | San Francisco 49ers | Therman Couch   | Linebacker     | Iowa State         |
| 232    | Minnesota Vikings   | Tim Sullivan    | Running back   | Iowa               |
| 233    | Dallas Cowboys      | Honor Jackson   | Wide receiver  | Pacific            |
| 234    | Baltimore Colts     | Bill Burnett    | Running back   | Arkansas           |

### Decimo giro
| Pick # | NFL Team            | Player          | Position         | College                |
| ------ | ------------------- | --------------- | ---------------- | ---------------------- |
| 235    | Boston Patriots     | Layne McDowell  | Tackle           | Iowa                   |
| 236    | San Francisco 49ers | Ron Cardo       | Running back     | Wisconsin–Oshkosh      |
| 237    | Houston Oilers      | Russell Price   | Defensive end    | North Carolina Central |
| 238    | Oakland Raiders     | William West    | Defensive back   | Tennessee State        |
| 239    | New Orleans Saints  | Rocky Pamplin   | Running back     | Hawaii                 |
| 240    | New York Jets       | Jim Bettis      | Defensive back   | Michigan               |
| 241    | Atlanta Falcons     | Faddie Tillman  | Defensive end    | Boise State            |
| 242    | Pittsburgh Steelers | Jim O'Shea      | Tight end        | Boston College         |
| 243    | Denver Broncos      | Carlis Harris   | Wide receiver    | Idaho State            |
| 244    | Washington Redskins | Jesse Taylor    | Running back     | Cincinnati             |
| 245    | Chicago Bears       | Larry Rowden    | Linebacker       | Houston                |
| 246    | Green Bay Packers   | Kevin Hunt      | Tackle           | Doane                  |
| 247    | San Diego Chargers  | Gary Nowak      | Tight end        | Michigan State         |
| 248    | Cleveland Browns    | Steve Casteel   | Linebacker       | Oklahoma               |
| 249    | Cincinnati Bengals  | Jack Stambaugh  | Guard            | Oregon                 |
| 250    | Kansas City Chiefs  | Bruce Jankowski | Wide receiver    | Ohio State             |
| 251    | St. Louis Cardinals | Ronald Miller   | Tackle           | McNeese State          |
| 252    | New York Giants     | Henry Reed      | Linebacker       | Weber State            |
| 253    | Oakland Raiders     | Tim Oesterling  | Defensive tackle | UCLA                   |
| 254    | Los Angeles Rams    | Don Popplewell  | Center           | Colorado               |
| 255    | Miami Dolphins      | Ron Maree       | Defensive tackle | Purdue                 |
| 256    | Philadelphia Eagles | Tom Bailey      | Running back     | Florida State          |
| 257    | San Francisco 49ers | Ernie Jennings  | Wide receiver    | Air Force              |
| 258    | Minnesota Vikings   | Chris Morris    | Guard            | Indiana                |
| 259    | Dallas Cowboys      | Rodney Wallace  | Defensive tackle | New Mexico             |
| 260    | Baltimore Colts     | Rex Kern        | Quarterback      | Ohio State             |

### Undicesimo giro
| Pick # | NFL Team            | Player           | Position         | College           |
| ------ | ------------------- | ---------------- | ---------------- | ----------------- |
| 261    | Boston Patriots     | Dan Schneiss     | Tight end        | Nebraska          |
| 262    | New Orleans Saints  | Bob Pollard      | Defensive end    | Weber State       |
| 263    | Buffalo Bills       | Andy Browder     | Tackle           | Texas A&I         |
| 264    | Philadelphia Eagles | Albert Davis     | Running back     | Tennessee State   |
| 265    | Houston Oilers      | Macon Hughes     | Wide receiver    | Rice              |
| 266    | New York Jets       | Vernon Studdard  | Wide receiver    | Mississippi       |
| 267    | Atlanta Falcons     | Larry Shears     | Defensive back   | Lincoln (MO)      |
| 268    | Pittsburgh Steelers | Mike Wagner      | Defensive back   | Western Illinois  |
| 269    | Denver Broncos      | Roger Roitsch    | Defensive tackle | Rice              |
| 270    | Chicago Bears       | Cliff Hardy      | Defensive back   | Michigan State    |
| 271    | Green Bay Packers   | John Lanier      | Running back     | Parsons           |
| 272    | Washington Redskins | George Starke    | Tackle           | Columbia          |
| 273    | San Diego Chargers  | Don Pinson       | Defensive back   | Tennessee State   |
| 274    | Cleveland Browns    | Mike Sikich      | Guard            | Northwestern      |
| 275    | Cincinnati Bengals  | Edward Marshall  | Wide receiver    | Cameron State     |
| 276    | Kansas City Chiefs  | Nate Allen       | Defensive back   | Texas Southern    |
| 277    | St. Louis Cardinals | Rick Ogle        | Linebacker       | Colorado          |
| 278    | New York Giants     | Marshall Ellison | Guard            | Dayton            |
| 279    | Oakland Raiders     | Jim Poston       | Defensive tackle | South Carolina    |
| 280    | Los Angeles Rams    | Charlie Richards | Quarterback      | Richmond          |
| 281    | Detroit Lions       | Phil Webb        | Defensive back   | Colorado State    |
| 282    | Miami Dolphins      | Vic Surma        | Tackle           | Penn State        |
| 283    | San Francisco 49ers | Joe Reed         | Quarterback      | Mississippi State |
| 284    | Minnesota Vikings   | Mike Walker      | Linebacker       | Tulane            |
| 285    | Dallas Cowboys      | Ernest Bonwell   | Defensive tackle | Lane (Tenn.)      |
| 286    | Baltimore Colts     | Dave Jones       | Linebacker       | Baylor            |

### Dodicesimo giro
| Pick # | NFL Team            | Player         | Position         | College               |
| ------ | ------------------- | -------------- | ---------------- | --------------------- |
| 287    | Boston Patriots     | John Rodman    | Tackle           | Northwestern          |
| 288    | New Orleans Saints  | Ron Gathright  | Defensive back   | Morehead State        |
| 289    | Philadelphia Eagles | Rich Saathoff  | Defensive end    | Northern Arizona      |
| 290    | Houston Oilers      | John Thompson  | Guard            | Minnesota             |
| 291    | Buffalo Bills       | Jim Sheffield  | Kicker           | Texas A&M             |
| 292    | New York Jets       | Rich Sowells   | Defensive back   | Alcorn A&M            |
| 293    | Atlanta Falcons     | Ronnie Lowe    | Wide receiver    | Ft. Valley State      |
| 294    | Baltimore Colts     | Bob Wuensch    | Tackle           | Texas                 |
| 295    | Denver Broncos      | Floyd Franks   | Wide receiver    | Mississippi           |
| 296    | Green Bay Packers   | Greg Hendren   | Guard            | California            |
| 297    | Washington Redskins | Jeff Severson  | Defensive back   | Cal State-Long Beach  |
| 298    | Chicago Bears       | Steve Booras   | Defensive end    | Mesa Jr. College      |
| 299    | San Diego Chargers  | Wesley Garnett | Wide receiver    | Utah State            |
| 300    | Cleveland Browns    | Tony Blanchard | Tight end        | North Carolina        |
| 301    | Cincinnati Bengals  | James Hayden   | Defensive end    | Memphis State         |
| 302    | Kansas City Chiefs  | Tony Esposito  | Running back     | Pittsburgh            |
| 303    | St. Louis Cardinals | Tim Von Dulm   | Quarterback      | Portland State        |
| 304    | New York Giants     | Tom Blanchard  | Kicker           | Oregon                |
| 305    | Oakland Raiders     | Horace Jones   | Defensive tackle | Louisville            |
| 306    | Los Angeles Rams    | Kirk Behrendt  | Tackle           | Whitewater            |
| 307    | Miami Dolphins      | Leroy Byars    | Running back     | Alcorn A&M            |
| 308    | Detroit Lions       | Bill Pilconis  | Wide receiver    | Pittsburgh            |
| 309    | San Francisco 49ers | Jim Bunch      | Defensive tackle | Wisconsin–Platteville |
| 310    | Minnesota Vikings   | Reggie Holmes  | Defensive back   | Wisconsin–Stout       |
| 311    | Dallas Cowboys      | Steve Goepel   | Quarterback      | Colgate               |
| 312    | Baltimore Colts     | Bill Triplett  | Wide receiver    | Michigan State        |

### Tredicesimo giro
| Pick # | NFL Team            | Player            | Position         | College              |
| ------ | ------------------- | ----------------- | ---------------- | -------------------- |
| 313    | Boston Patriots     | Lewis Swain       | Defensive back   | Alabama A&M          |
| 314    | New Orleans Saints  | Don Burchfield    | Tight end        | Ball State           |
| 315    | Houston Oilers      | Joe Hoing         | Guard            | Arkansas Tech        |
| 316    | Buffalo Bills       | Busty Underwood   | Quarterback      | Texas Christian      |
| 317    | Philadelphia Eagles | Danny Lester      | Defensive back   | Texas                |
| 318    | New York Jets       | John Eggold       | Defensive end    | Arizona              |
| 319    | Atlanta Falcons     | Dan Crooks        | Defensive back   | Wisconsin            |
| 320    | Pittsburgh Steelers | Alfred Young      | Wide receiver    | South Carolina State |
| 321    | Denver Broncos      | Craig Blackford   | Quarterback      | Evansville           |
| 322    | Washington Redskins | Dan Ryczek        | Center           | Virginia             |
| 323    | Chicago Bears       | Ed Nicholas       | Tackle           | North Carolina State |
| 324    | Green Bay Packers   | Jack Martin       | Running back     | Angelo State         |
| 325    | San Diego Chargers  | Sammy Milner      | Wide receiver    | Mississippi State    |
| 326    | Cleveland Browns    | Thad Jamula       | Tackle           | Lehigh               |
| 327    | Cincinnati Bengals  | David Knapman     | Tight end        | Central Washington   |
| 328    | Kansas City Chiefs  | Chuck Hixson      | Quarterback      | Southern Methodist   |
| 329    | St. Louis Cardinals | Jeff Allen        | Defensive back   | Iowa State           |
| 330    | New York Giants     | Dave Roller       | Defensive tackle | Kentucky             |
| 331    | Los Angeles Rams    | Russell Harrison  | Running back     | Kansas State         |
| 332    | Detroit Lions       | David Abercrombie | Running back     | Tulane               |
| 333    | Miami Dolphins      | Lionel Hepburn    | Defensive back   | Texas Southern       |
| 334    | Oakland Raiders     | Mick Natzel       | Defensive back   | Central Michigan     |
| 335    | San Francisco 49ers | John Bullock      | Running back     | Purdue               |
| 336    | Minnesota Vikings   | Benny Fry         | Center           | Houston              |
| 337    | Dallas Cowboys      | James Ford        | Running back     | Texas Southern       |
| 338    | Baltimore Colts     | Tom Neville       | Linebacker       | Yale                 |

### Quattordicesimo giro
| Pick # | NFL Team            | Player           | Position         | College              |
| ------ | ------------------- | ---------------- | ---------------- | -------------------- |
| 339    | Boston Patriots     | Alfred Sykes     | Wide receiver    | Florida A&M          |
| 340    | New Orleans Saints  | Bobby Scott      | Quarterback      | Tennessee            |
| 341    | Buffalo Bills       | Jim Hoots        | Defensive end    | Missouri Southern    |
| 342    | Philadelphia Eagles | Robert Creech    | Linebacker       | Texas Christian      |
| 343    | Houston Oilers      | Dick Adams       | Defensive back   | Miami (OH)           |
| 344    | New York Jets       | John Harpring    | Guard            | Michigan             |
| 345    | Atlanta Falcons     | Daryl Comer      | Tight end        | Texas                |
| 346    | Pittsburgh Steelers | McKinney Evans   | Defensive back   | New Mexico Highlands |
| 347    | Chicago Bears       | Willie Lewis     | Running back     | Arizona              |
| 348    | Green Bay Packers   | LeRoy Spears     | Defensive end    | Moorhead (MN)        |
| 349    | Washington Redskins | Bill Bynum       | Quarterback      | W. New Mexico        |
| 350    | Denver Broncos      | Tommy Lyons      | Center           | Georgia              |
| 351    | San Diego Chargers  | Edward O'Daniel  | Defensive end    | Texas Southern       |
| 352    | Cleveland Browns    | Rick Kingrea     | Linebacker       | Tulane               |
| 353    | Cincinnati Bengals  | Irvin Mallory    | Defensive back   | Virginia Union       |
| 354    | Kansas City Chiefs  | Bruce Bergey     | Defensive end    | UCLA                 |
| 355    | St. Louis Cardinals | Doug Klausen     | Tackle           | Arizona              |
| 356    | New York Giants     | Charlie Evans    | Running back     | USC                  |
| 357    | Oakland Raiders     | Tom Gipson       | Defensive tackle | North Texas State    |
| 358    | Los Angeles Rams    | Lionel Coleman   | Defensive back   | Oregon               |
| 359    | Miami Dolphins      | David Vaughn     | Tight end        | Memphis State        |
| 360    | Detroit Lions       | Tom Lorenz       | Tight end        | Iowa State           |
| 361    | San Francisco 49ers | Bill Dunstan     | Defensive end    | Utah State           |
| 362    | Minnesota Vikings   | Jim Gallagher    | Linebacker       | Yale                 |
| 363    | Dallas Cowboys      | Tyrone Covey     | Defensive back   | Utah State           |
| 364    | Baltimore Colts     | Mike Mikolayunas | Running back     | Davidson             |

### Quindicesimo giro
| Pick # | NFL Team            | Player               | Position       | College               |
| ------ | ------------------- | -------------------- | -------------- | --------------------- |
| 365    | Boston Patriots     | Nick McGarry         | Tight end      | Massachusetts         |
| 366    | New Orleans Saints  | Bart Graves          | Tackle         | Tulane                |
| 367    | Philadelphia Eagles | Ed Fisher            | Guard          | Prairie View A&M      |
| 368    | Houston Oilers      | Andy Hopkins         | Running back   | Stephen F. Austin     |
| 369    | Buffalo Bills       | Charles Cole         | Running back   | Toledo                |
| 370    | New York Jets       | Dan Dyches           | Center         | South Carolina        |
| 371    | Atlanta Falcons     | Wallace Clark        | Running back   | Auburn                |
| 372    | Pittsburgh Steelers | Ray Makin            | Guard          | Kentucky              |
| 373    | Denver Broncos      | Larry James          | Running back   | Norfolk State         |
| 374    | Green Bay Packers   | Len Garrett          | Tight end      | New Mexico Highlands  |
| 375    | Washington Redskins | Anthony Christnovich | Guard          | LaCrosse (Wisc)       |
| 376    | Chicago Bears       | Ron Maciejowski      | Quarterback    | Ohio State            |
| 377    | San Diego Chargers  | Eric Humston         | Linebacker     | Muskingum             |
| 378    | Cleveland Browns    | Bill Green           | Defensive back | Western Kentucky      |
| 379    | Cincinnati Bengals  | Bob Thomas           | Running back   | Arizona State         |
| 380    | Kansas City Chiefs  | Mike Montgomery      | Defensive back | Southwest Texas State |
| 381    | St. Louis Cardinals | Ted Heiskell         | Running back   | Houston               |
| 382    | New York Giants     | Jim Wright           | Linebacker     | Notre Dame            |
| 383    | Oakland Raiders     | Andy Giles           | Defensive end  | William & Mary        |
| 384    | Los Angeles Rams    | Gary Kos             | Guard          | Notre Dame            |
| 385    | Detroit Lions       | Ed Coates            | Wide receiver  | Central Missouri      |
| 386    | Miami Dolphins      | Bob Richards         | Guard          | California            |
| 387    | San Francisco 49ers | John Lennon          | Tackle         | Colgate               |
| 388    | Minnesota Vikings   | Jeff Wright          | Defensive back | Minnesota             |
| 389    | Dallas Cowboys      | Bob Young            | Tight end      | Delaware              |
| 390    | Baltimore Colts     | Mike Hogan           | Linebacker     | Michigan State        |

### Sedicesimo giro
| Pick # | NFL Team            | Player            | Position         | College            |
| ------ | ------------------- | ----------------- | ---------------- | ------------------ |
| 391    | Boston Patriots     | Jim Zikmund       | Defensive back   | Kearney State      |
| 392    | New Orleans Saints  | Craig Robinson    | Tackle           | Houston            |
| 393    | Houston Oilers      | Mose Denson       | Running back     | Maryland State     |
| 394    | Buffalo Bills       | Billy Hunter      | Defensive back   | Utah               |
| 395    | Philadelphia Eagles | Bruce James       | Linebacker       | Arkansas           |
| 396    | New York Jets       | Steve Harkey      | Running back     | Georgia Tech       |
| 397    | Atlanta Falcons     | Lindsey James     | Running back     | San Diego State    |
| 398    | Pittsburgh Steelers | Walter Huntley    | Defensive back   | Trinity            |
| 399    | Denver Broncos      | Steve Thompson    | Defensive tackle | Minnesota          |
| 400    | Washington Redskins | Glenn Tucker      | Linebacker       | North Texas State  |
| 401    | Chicago Bears       | Sid Bailey        | Defensive end    | Texas-Arlington    |
| 402    | Green Bay Packers   | Jack O'Donnell    | Guard            | Central State (OK) |
| 403    | San Diego Chargers  | Ed Foote          | Center           | Hawaii             |
| 404    | Cleveland Browns    | Dave Smith        | Wide receiver    | Mississippi State  |
| 405    | Cincinnati Bengals  | Mark Debevc       | Linebacker       | Ohio State         |
| 406    | Kansas City Chiefs  | Darrell Jansonius | Guard            | Iowa State         |
| 407    | St. Louis Cardinals | Lawrence Brame    | Linebacker       | Western Kentucky   |
| 408    | New York Giants     | Dick Gibbs        | Tight end        | Texas-El Paso      |
| 409    | Los Angeles Rams    | Ross Boice        | Linebacker       | Pacific Lutheran   |
| 410    | Miami Dolphins      | Chris Myers       | Wide receiver    | Kenyon             |
| 411    | Detroit Lions       | Tom Kutchinski    | Defensive back   | Michigan State     |
| 412    | Oakland Raiders     | Tony Stawarz      | Defensive back   | Miami (FL)         |
| 413    | Minnesota Vikings   | Greg Edmonds      | Wide receiver    | Penn State         |
| 414    | San Francisco 49ers | Dave Purcell      | Defensive tackle | Kentucky           |
| 415    | Dallas Cowboys      | John Brennan      | Tackle           | Boston College     |
| 416    | Baltimore Colts     | Rich Harrington   | Defensive back   | Houston            |

### Diciassettesimo giro
| Pick # | NFL Team            | Player          | Position       | College              |
| ------ | ------------------- | --------------- | -------------- | -------------------- |
| 417    | Boston Patriots     | Ronald Leigh    | Defensive end  | Elizabeth City State |
| 418    | Los Angeles Rams    | Randy Vataha    | Wide receiver  | Stanford             |
| 419    | Buffalo Bills       | Pat Morrison    | Tight end      | Arkansas             |
| 420    | Philadelphia Eagles | John Sage       | Linebacker     | Louisiana State      |
| 421    | Houston Oilers      | Calvin Fox      | Linebacker     | Michigan State       |
| 422    | New York Jets       | Greg Flaska     | Defensive end  | Western Michigan     |
| 423    | Atlanta Falcons     | Willie Martin   | Running back   | Johnson C. Smith     |
| 424    | Pittsburgh Steelers | Danny Ehle      | Running back   | Howard Payne         |
| 425    | Denver Broncos      | Jack Simcsak    | Kicker         | Virginia Tech        |
| 426    | Chicago Bears       | Ray Garganes    | Linebacker     | Millersville (PA)    |
| 427    | Green Bay Packers   | Monty Johnson   | Defensive back | Oklahoma             |
| 428    | New Orleans Saints  | Hermann Eben    | Wide receiver  | Oklahoma State       |
| 429    | San Diego Chargers  | Chip Kell       | Center         | Tennessee            |
| 430    | Cleveland Browns    | Leo Dillon      | Center         | Dayton               |
| 431    | Kansas City Chiefs  | Travis Hill     | Defensive back | Prairie View A&M     |
| 432    | Cincinnati Bengals  | Sam Pearson     | Defensive back | Western Kentucky     |
| 433    | St. Louis Cardinals | Preston Watkins | Wide receiver  | Bluefield (WV)       |
| 434    | New York Giants     | Coleman Zeno    | Wide receiver  | Grambling            |
| 435    | Los Angeles Rams    | Joe Sweet       | Wide receiver  | Tennessee State      |
| 436    | Detroit Lions       | Gordon Jolley   | Tackle         | Utah                 |
| 437    | Miami Dolphins      | Curt Mark       | Linebacker     | Mayville (N.D.)      |
| 438    | San Francisco 49ers | Leroy Charlton  | Defensive back | Florida A&M          |
| 439    | Minnesota Vikings   | Ken Duncan      | Punter         | Tulsa                |
| 440    | Dallas Cowboys      | John Bomer      | Center         | Memphis State        |
| 441    | Baltimore Colts     | Don Nottingham  | Running back   | Kent State           |
| 442    | Oakland Raiders     | Charles Hill    | Wide receiver  | Sam Houston State    |

|  | = Pro Bowler |  |  | = Hall of Famer |

## Hall of Fame
All'annata 2013, quattro giocatori della classe del Draft 1971 sono stati inseriti nella Pro Football Hall of Fame:
- Jack Ham, Linebacker dalla Pennsylvania State University scelto nel secondo giro come 34º assoluto dai Pittsburgh Steelers.

Induzione: Professional Football Hall of Fame, classe del 1988.
- John Riggins, Running Back da Kansas scelto come sesto assoluto New York Jets.

Induzione: Professional Football Hall of Fame, classe del 1992.
- Dan Dierdorf, Offensive Tackle dalla University of Michigan scelto nel secondo giro come 43º assoluto dai St. Louis Cardinals.

Induzione: Professional Football Hall of Fame, classe del 1996.
- Jack Youngblood, Defensive End da Florida scelto come 20º assoluto dai Los Angeles Rams.

Induzione: Professional Football Hall of Fame, classe del 2001.